# La Défense
La Défense (službeno: Paris-La Défense) pariška je četvrt, najveća poslovna četvrt u Europi.
Četvrt je podijeljena u 12 sektora i nalazi se na površini od 1,6 km2. Na posao u La Défense dolazi 150 tisuća ljudi, a stalno je nastanjeno 20 tisuća.
U okrugu se nalaze sjedišta mnogih francuskih i stranih kompanija, uključujući sjedište Europskog nadzornog tijela za bankarstvo.

## Neboderi
- The Link (241 m)
- Tour First (225 m)
- Tour Hekla (220 m)
- Tour Saint-Gobain (178 m)
- Cœur Défense (161 m)
- Tour Alto (160 m)
- Tour Égée (155 m)
- Tour Ariane (152 m)
- Tour Défense 2000 (134 m)
- Arche de la Défense (120 m)
- L'archipel (106 m)
- Tour Eria (59,35 m)

## Obrazovanje
U Défenseu nalaze se Pôle universitaire Léonard-de-Vinci, IA Institut, EPITA kampus i 4 poslovne škole: EDC Paris Business School, ESSEC Business School, ICN Business School i IÉSEG School of Management. Ujedno je dom European School of Paris-La Défense, međunarodne osnovne i srednje škole koja je akreditirana kao Europska škola 2020. godine.

## Vanjske poveznice
- Satelitska snimka
- Službena stranica (fr.)
- Structurae: vodič kroz arhitekturu La Défensea (engl.)